# Neotrichoniscus manninoi
Neotrichoniscus manninoi là một loài chân đều trong họ Trichoniscidae. Loài này được Brian miêu tả khoa học năm 1959.